# Vehovice
Vehovice (polsky Wiechowice, německy Wehowitz, od roku 1936 německy Wehen) je ves v Polsku při státní hranici s Českou republikou, ve gmině Branice v Powiatu głubczyckém v Opolském vojvodství.
Lichtenštejnská ves Vehovice se stala roku 1742 součástí Pruska. V 90. letech 18. století zde byl postaven kostel sv. Anny, od roku 1903 farní. Farnost (zahrnující ještě sousední Držkovice) byla před druhou světovou válkou národnostně převážně česká (resp. moravská). Ve vsi žije v současnosti kolem 170 obyvatel (roku 1961 to bylo 314 a roku 1910 511 obyvatel). V místě je silniční místo k překračování hranice (do roku 2007 hraniční přechod malého pohraničního styku) s Českem Wiechowice – Vávrovice.